# Lenapizha
Lenapizha (True Tiger, Real Lynx, Underneath Lynx), Pravi tigar moćno je mitološko vodeno čudovište plemena Miami i Illinois, nešto poput križanca golemog risa i zmaja. Njegovo englesko ime je pogrešno, jer tigrovi nisu porijeklom iz Sjeverne Amerike; pravi prijevod imena Miami-Illinois zapravo je "Pravi ris", iako je čudovište više poput tigra. "Aramipinchiwa" znači "ris ispod" (referenca na dom čudovišta ispod vode), "Wapipinzha" znači "bijeli ris", a "Michipinchiwa" znači "veliki ris".
Prema legendi, Pravi tigrovi žive na dnu jezera i uzrokuju utapanje ljudi. Pravi tigar obično se opisuje kao tijelo ogromnog risa sa svijetlim krznom, rogovima, oklopljenim ljuskama i oštrim bodljama koje mu se spuštaju niz leđa. Indijanci Miami True Tigrove povezuju sa zvijezdama padalicama.